# کمرون بریتون
کمرون بریتون (انگلیسی: Cameron Britton؛ زادهٔ ۱۹۸۶/۱۹۸۷) بازیگر اهل ایالات متحده آمریکا است. وی از سال ۲۰۱۴ میلادی تاکنون مشغول فعالیت بوده‌است و نامزد جوایز امی ساعات پربیننده شده است.
از فیلم‌ها یا مجموعه‌های تلویزیونی که وی در آن‌ها نقش داشته‌است می‌توان به شکارچی ذهن، آکادمی آمبرلا و بتل کریک اشاره نمود.